# Жанатай
Жаната́й (каз. Жаңатай) — село у складі Амангельдинського району Костанайської області Казахстану. Входить до складу Кабиргинського сільського округу.
У радянські часи село називалось Кемер.
Населення — 52 особи (2021; 104 у 2009, 113 у 1999, 203 у 1989).